# Astragalus aloisii
Astragalus aloisii är en ärtväxtart som beskrevs av I.Deml. Astragalus aloisii ingår i släktet vedlar, och familjen ärtväxter. Inga underarter finns listade i Catalogue of Life.